# 异烟酸
异烟酸（吡啶-4-甲酸）是一种有机化合物，化学式为C5H4N(CO2H)，是吡啶甲酸的同分异构体之一。它可由吡啶-4-甲醛、吡啶-4-甲醇或4-甲基吡啶的氧化反应制得。它和氯化亚砜反应，可以得到吡啶-4-甲酰氯。